# Orden de la Santísima Anunciación
La Orden de la Santísima Anunciación (oficialmente en latín: Ordo Sanctissimae Annuntiationis) es una orden religiosa católica de clausura monástica y de derecho pontificio, fundada por la religiosa italiana María Victoria de Fornari Strata, en el 5 de agosto de 1604, en Génova. A las monjas de este instituto se les conoce con el nombre de anunciadas celestes y posponen a sus nombres las siglas O.SS.A.

## Historia

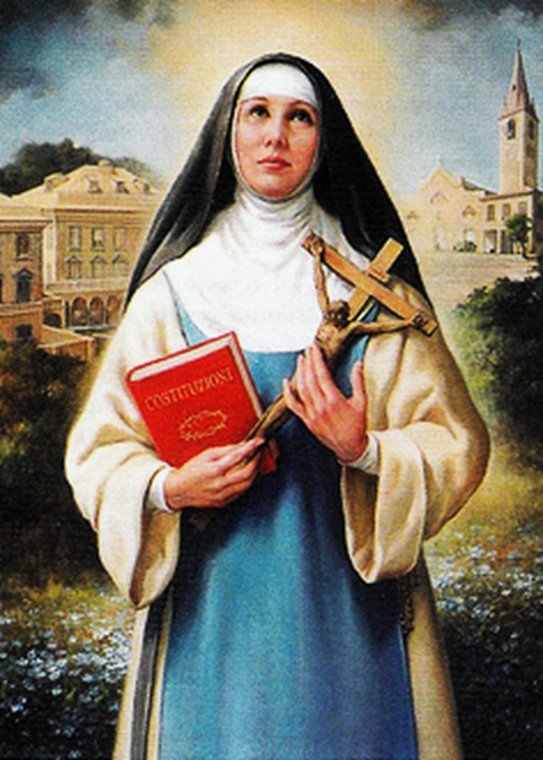
María Victoria de Fornari Strata (1562-1617), fundadora de la congregación.

La religiosa italiana María Victoria de Fornari Strata, con el fin de adorar el misterio del Verbo Encarnado y de honrar a la Virgen María, fundó una orden religiosa de vida monástica de clausura en el siglo XVII, en la ciudad de Génova (Italia). El primer grupo de religiosas tomaron el hábito el 5 de agosto de 1604, fecha considerada oficialmente como la de la fundación. El instituto fue aprobado por el papa Paulo V en 1613.
La Orden se expandió por el norte de Italia y numerosos fueron las comunidades fundadas en Francia, al punto que en 1771 contaba con 71 monasterios. Con la Revolución francesa y la supresión de la Orden en Francia, la Orden estuvo a punto de desaparecer.

## Organización
La Orden de la Santísima Anunciación es un instituto religioso de derecho pontificio, de monasterios autónomos. Cada monasterio es gobernado por una superiora, que lleva el título de abadesa. Las religiosas observan la estricta clausura, viven según la Regla de san Agustín, se dedican a la contemplación de la Encarnación del Señor y honran a la Virgen María portando un hábito blanco con escapulario celeste, razón por la cual son conocidas como anunciadas celestes.
Las anunciadas celestes, para su sostenimiento, confeccionan ornamentos litúrgicos. En 2015, el instituto contaba con unas 24 monjas, distribuidas en 6 monasterios, presentes en Italia (Roma), Portugal (Fátima) y Filipinas.